# Acropimpla melanoplax
Acropimpla melanoplax är en stekelart som beskrevs av Baltazar 1961. Acropimpla melanoplax ingår i släktet Acropimpla och familjen brokparasitsteklar. Utöver nominatformen finns också underarten A. m. visaya.